# Barre (Massachusetts)
Barre es un pueblo ubicado en el condado de Worcester en el estado estadounidense de Massachusetts. En el Censo de 2010 tenía una población de 5.398 habitantes y una densidad poblacional de 46,73 personas por km².

## Geografía
Barre se encuentra ubicado en las coordenadas 42°25′8″N 72°6′24″O / 42.41889, -72.10667. Según la Oficina del Censo de los Estados Unidos, Barre tiene una superficie total de 115.53 km², de la cual 114.81 km² corresponden a tierra firme y (0.62%) 0.72 km² es agua.

## Demografía
Según el censo de 2010, había 5.398 personas residiendo en Barre. La densidad de población era de 46,73 hab./km². De los 5.398 habitantes, Barre estaba compuesto por el 96.41% blancos, el 1.11% eran afroamericanos, el 0.22% eran amerindios, el 0.54% eran asiáticos, el 0% eran isleños del Pacífico, el 0.39% eran de otras razas y el 1.33% pertenecían a dos o más razas. Del total de la población el 1.91% eran hispanos o latinos de cualquier raza.